# Birger Ruud
Birger Ruud (n. 23 august 1911, Comuna Kongsberg, Buskerud, Norvegia – d. 13 iunie 1998, Comuna Kongsberg, Buskerud, Norvegia) a fost un schior alpin ce a reprezentat Norvegia, medaliat olimpic. A participat la 3 ediții ale Jocurilor Olimpice (1932, 1936, 1948) în care a câștigat două medalii de aur și o medalie de argint.